# غرانت كرامر
غرانت كرامر (بالإنجليزية: Grant Cramer)‏ مواليد 10 نوفمبر 1961 في لوس أنجلوس، هو ممثل أمريكي بدأ مسيرته الفنية سنة 1980.

## الأعمال
- حسابات خاصة
- نهاية المناوبة
- إمباير ستات
- الأرض المتجمدة
- خطة هروب
- مسدسان
- ناج وحيد
- رجل نوفمبر
- سم كايند أوف بيوتفل

## روابط خارجية
- غرانت كرامر على موقع IMDb (الإنجليزية)
- غرانت كرامر على موقع أول موفي (الإنجليزية)
- غرانت كرامر على موقع قاعدة بيانات الفيلم (الإنجليزية)